# Hironori Ishikawa
Hironori Ishikawa (石川 大徳 Ishikawa Hironori?, nacido el 6 de enero de 1988 en Tokio) es un exfutbolista japonés. Jugaba de defensa y su último club fue el SC Sagamihara de Japón.

## Trayectoria

### Clubes
| Club                | País  | Año         |
| ------------------- | ----- | ----------- |
| Mito HollyHock      | Japón | 2008        |
| Sanfrecce Hiroshima | Japón | 2010 - 2013 |
| Vegalta Sendai      | Japón | 2013 - 2014 |
| Oita Trinita        | Japón | 2015        |
| Mito HollyHock      | Japón | 2015        |
| Thespakusatsu Gunma | Japón | 2016        |
| SC Sagamihara       | Japón | 2016        |

## Estadística de carrera

### J. League
| Club                | Año   | J. League | J. League | Copa J. League | Copa J. League | Total | Total |
| Club                | Año   | Part.     | Goles     | Part.          | Goles          | Part. | Goles |
| ------------------- | ----- | --------- | --------- | -------------- | -------------- | ----- | ----- |
| Mito HollyHock      | 2008  | 1         | 0         | -              | -              | 1     | 0     |
| Sanfrecce Hiroshima | 2010  | 1         | 0         | 0              | 0              | 1     | 0     |
| Sanfrecce Hiroshima | 2011  | 11        | 0         | 2              | 0              | 13    | 0     |
| Sanfrecce Hiroshima | 2012  | 20        | 1         | 6              | 0              | 26    | 1     |
| Sanfrecce Hiroshima | 2013  | 3         | 0         | 0              | 0              | 3     | 0     |
| Vegalta Sendai      | 2013  | 8         | 1         | 0              | 0              | 8     | 1     |
| Vegalta Sendai      | 2014  | 2         | 0         | 1              | 0              | 3     | 0     |
| Oita Trinita        | 2015  | 2         | 0         | -              | -              | 2     | 0     |
| Mito HollyHock      | 2015  | 14        | 0         | -              | -              | 14    | 0     |
| Thespakusatsu Gunma | 2016  | 5         | 0         | -              | -              | 5     | 0     |
| SC Sagamihara       | 2016  | 6         | 0         | -              | -              | 6     | 0     |
| Total               | Total | 73        | 2         | 9              | 0              | 82    | 2     |

## Palmarés

### Títulos nacionales
| Título    | Club                | País  | Año  |
| --------- | ------------------- | ----- | ---- |
| J1 League | Sanfrecce Hiroshima | Japón | 2012 |